# Venny Soldan-Brofeldt

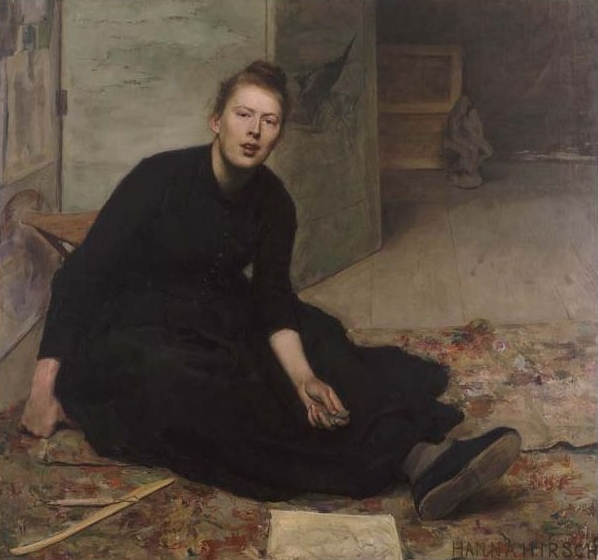
Venny Soldan-Brofeldt, målning av Hanna Pauli, Göteborgs konstmuseum.

Vendla "Venny" Irene Soldan-Brofeldt, född  2 november 1863 i Helsingfors, död 10 oktober 1945 i Helsingfors, var en finlandssvensk tecknare och målare. Hon var dotter till August Fredrik Soldan och Maria Müller (1837–1927), och syster till August Leopold Soldan (1870–1942) och Tilly Soldan.

## Biografi

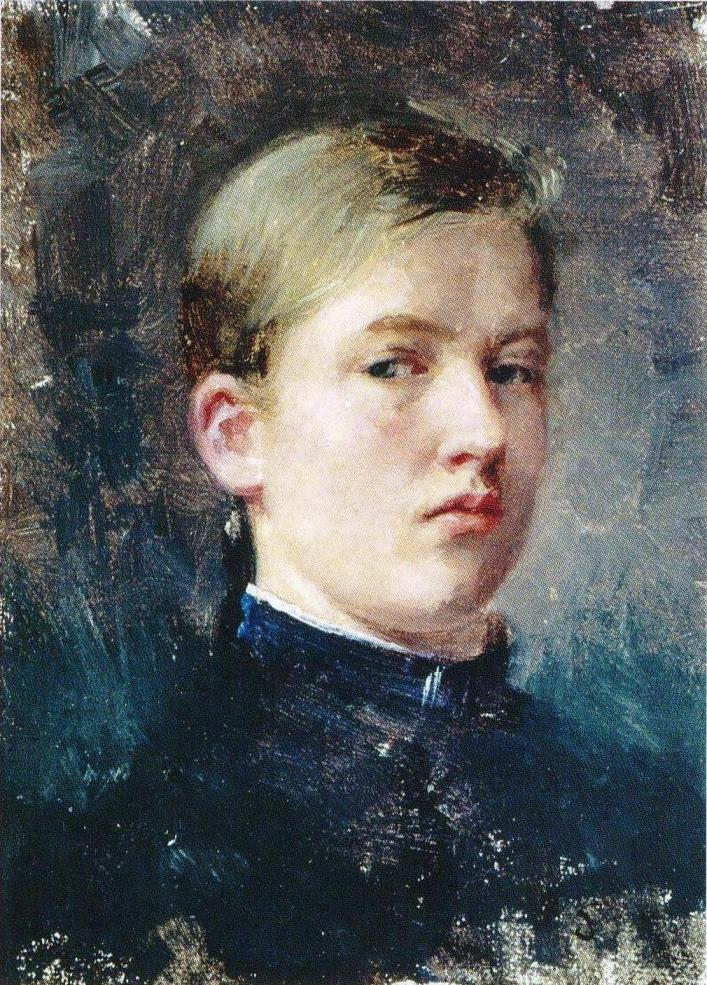
Självporträtt från 1882 av Venny Soldan-Brofeldt.

Venny Soldan-Brofeldt studerade 1880–1884 på Finska Konstföreningens skola i Helsingfors som elev till Fredrik Ahlstedt och privat för Maria Wiik, vid Stieglitzska skolan i Sankt Petersburg vintern 1883–1884, i Paris 1885–1887 och 1888–1890 delvis med statsstipendier, framför allt på Académie Colarossi. Hon tillerkändes vid världsutställningarna i Paris 1889 hedersomnämnande och 1900 bronsmedalj.
Venny Soldan-Brofeldt har utfört realistiska landskap och genremålningar, dekorativt hållna bilder samt många teckningar, främst till barnböcker, bland annat till Zacharias Topelius sagor. Hon stiftade föreningen Konstverk till skolan i Helsingfors och arbetade ivrigt för dess syften.
Venny Soldan-Brofeldt gifte sig med Johannes Brofeldt (senare Juhani Aho). De bildade den lokala Konstnärskolonin vid Tusby träsk, efter det att de 1897 bosatt sig i Villa Vårbacka, senare benämnd Ahola vid Tusby träsk strax söder om Träskända. De bodde i Ahola till 1911, tillsammans med Venny Soldan-Brofeldts syster Tilly Soldan, med vilken Juhani Aho också hade en kärleksrelation, samt Juhanis och Tillys son Björn Soldan, född 1902. Venny och Juhani flyttade sedan till Eira i Helsingfors, utan Tilly. Familjen tillbringade ofta somrarna i skärgården, och långtidsarrenderade från 1908 udden Mellantorskaren i Tvärminne vid Hangö.
Paret Aho hade sönerna Heikki och Antti Aho. Claire Aho var deras sondotter. Venny Soldan-Brofeldt är begravd på den gamla delen av Sandudds begravningsplats.
Venny Soldan-Brofeldt skrev ett par barnböcker (Matti och Lisa resa till landet, Vår Tyrolerresa i bilder och bref från Henrik till hans vän Göran, Jänis, Meren rannalta) samt boken "Merimajamme ja me" (WSOY 1930) som beskriver familjens stugliv i Tvärminne. Den översattes till svenska 2016.

## Bilder av målningar

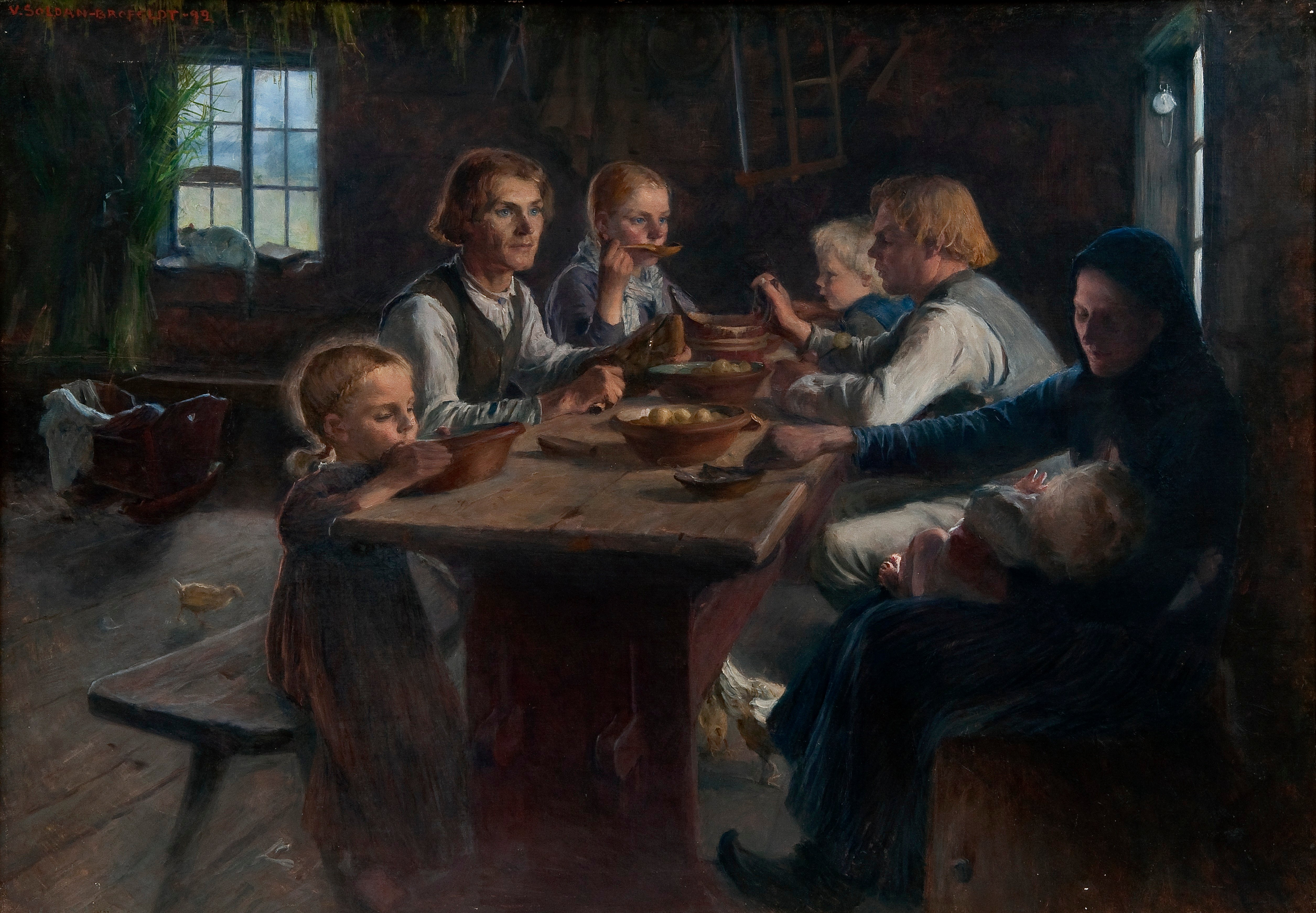
Måltid på en savolaxisk bondgård, 1892.
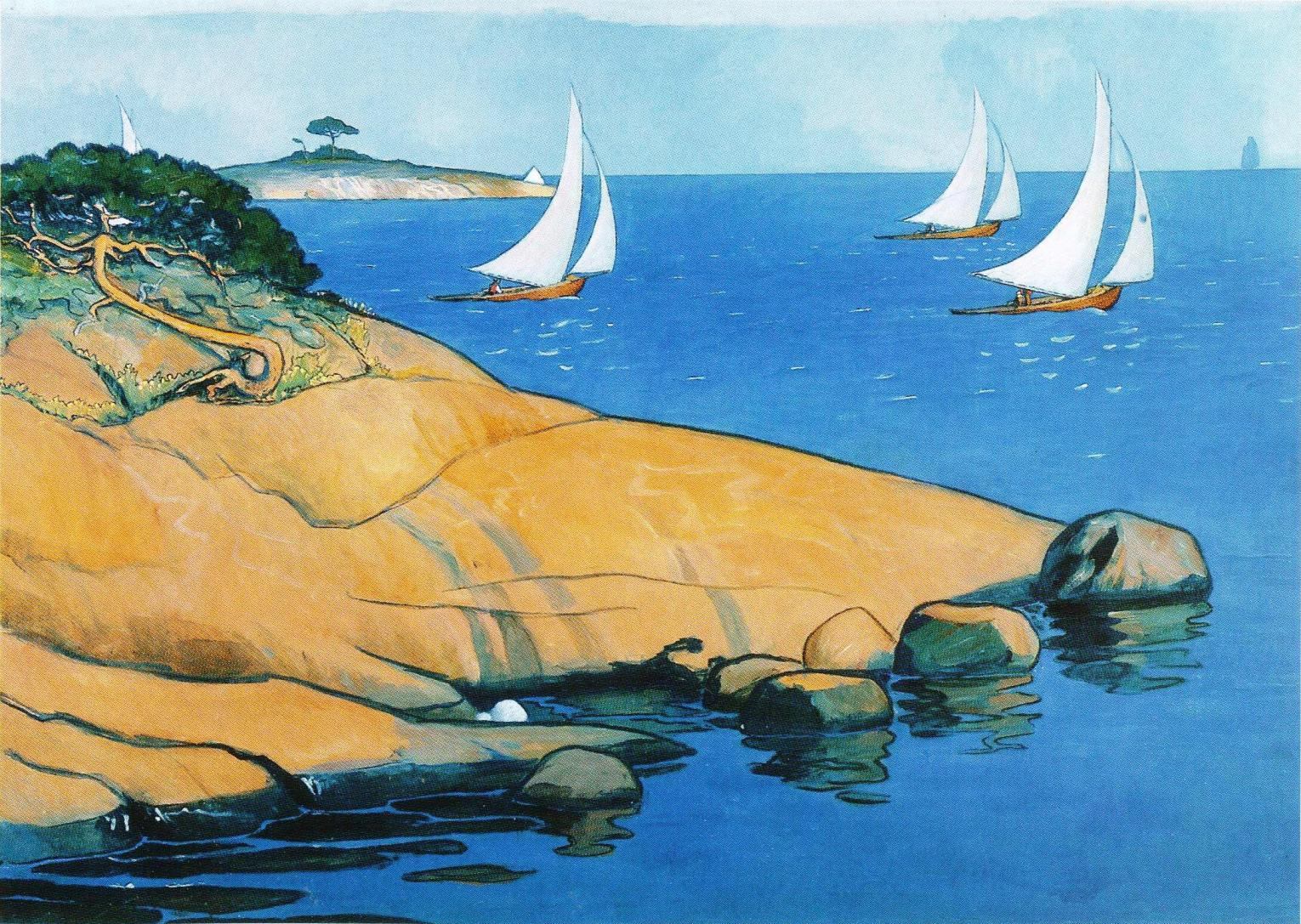
Skärgårdslandskap, 1899–1900.
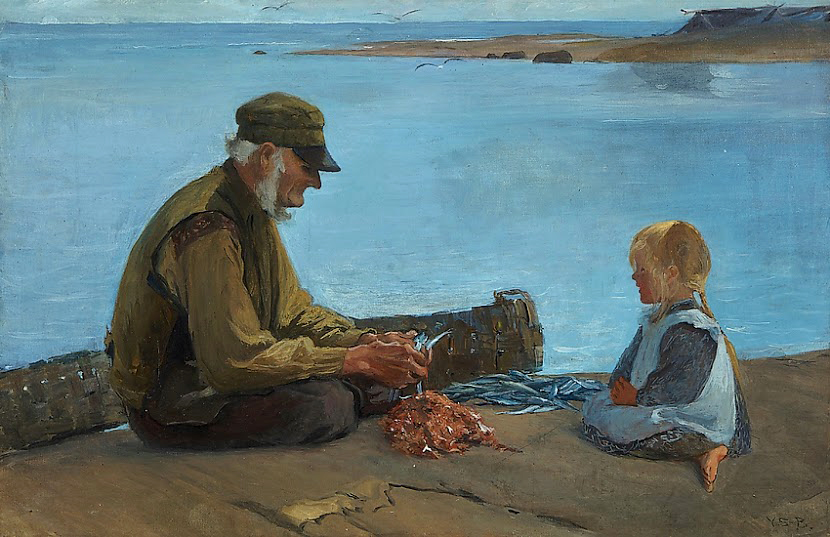
I farfars lära (Strömmingsrensning), 1902.